# Atractus potschi
Atractus potschi este o specie de șerpi din genul Atractus, familia Colubridae, descrisă de Fernandes 1995. Conform Catalogue of Life specia Atractus potschi nu are subspecii cunoscute.